# Snowboarding na Zimowych Igrzyskach Paraolimpijskich 2018
Snowboarding na Zimowych Igrzyskach Paraolimpijskich 2018 – jedna z dyscyplin rozgrywanych podczas igrzysk w dniach 10–16 marca 2018 w Jeongseon, w Korei Południowej. Podczas zawodów odbędzie się 12 konkurencji.

## Terminarz
Oficjalny terminarz igrzysk.
| Data     | Godzina                        | Konkurencja             | Mistrz IP 2014 |
| -------- | ------------------------------ | ----------------------- | -------------- |
| 12 marca | 14:49 (UTC+09:00) / 6:49 (CET) | Cross kobiet, SB-LL1    |                |
| 12 marca | 14:53 (UTC+09:00) / 6:53 (CET) | Cross kobiet, SB-LL2    |                |
| 12 marca | 14:56 (UTC+09:00) / 6:56 (CET) | Cross mężczyzn, SB-UL   |                |
| 12 marca | 15:00 (UTC+09:00) / 7:00 (CET) | Cross mężczyzn, SB-LL1  |                |
| 12 marca | 15:03 (UTC+09:00) / 7:03 (CET) | Cross mężczyzn, SB-LL2  |                |
| 16 marca | 12:54 (UTC+09:00) / 4:54 (CET) | Slalom kobiet, SB-LL1   |                |
| 16 marca | 13:01 (UTC+09:00) / 5:01 (CET) | Slalom kobiet, SB-LL2   |                |
| 16 marca | 13:13 (UTC+09:00) / 5:13 (CET) | Slalom mężczyzn, SB-UL  |                |
| 16 marca | 13:38 (UTC+09:00) / 5:38 (CET) | Slalom mężczyzn, SB-LL1 |                |
| 16 marca | 13:53 (UTC+09:00) / 5:53 (CET) | Slalom mężczyzn, SB-LL2 |                |

## Medaliści
| Konkurencja     | Klasa  | Złoto             | Czas              | Srebro            | Czas            | Brąz              | Czas             |
| Cross kobiet    | SB-LL1 | Brenna Huckaby    | Brenna Huckaby    | Amy Purdy         | Amy Purdy       | Cécile Hernandez  | Cécile Hernandez |
| Cross kobiet    | SB-LL2 | Bibian Mentel     | Bibian Mentel     | Lisa Bunschoten   | Lisa Bunschoten | Astrid Fina       | Astrid Fina      |
| Slalom kobiet   | SB-LL1 | Brenna Huckaby    | 56,17             | Cécile Hernandez  | 56,53           | Amy Purdy         | 1:05,40          |
| Slalom kobiet   | SB-LL2 | Bibian Mentel     | 56,94             | Brittani Coury    | 59,87           | Lisa Bunschoten   | 1:00,04          |
|                 |        |                   |                   |                   |                 |                   |                  |
| Cross mężczyzn  | SB-UL  | Simon Patmore     | Simon Patmore     | Manuel Pozzerle   | Manuel Pozzerle | Mike Minor        | Mike Minor       |
| Cross mężczyzn  | SB-LL1 | Mike Schultz      | Mike Schultz      | Chris Vos         | Chris Vos       | Noah Elliott      | Noah Elliott     |
| Cross mężczyzn  | SB-LL2 | Matti Suur-Hamari | Matti Suur-Hamari | Keith Gabel       | Keith Gabel     | Gurimu Narita     | Gurimu Narita    |
| Slalom mężczyzn | SB-UL  | Mike Minor        | 50,77             | Patrick Mayrhofer | 51,36           | Simon Patmore     | 51,99            |
| Slalom mężczyzn | SB-LL1 | Noah Elliott      | 51,90             | Mike Schultz      | 53,42           | Bruno Bošnjak     | 54,08            |
| Slalom mężczyzn | SB-LL2 | Gurimu Narita     | 48,68             | Evan Strong       | 49,20           | Matti Suur-Hamari | 49,51            |